# Burmeistera parviflora
Burmeistera parviflora är en klockväxtart som beskrevs av Franz Elfried Wimmer och Paul Carpenter Standley. Burmeistera parviflora ingår i släktet Burmeistera och familjen klockväxter. Inga underarter finns listade i Catalogue of Life.